# مايكل بالدوين
مايكل بالدوين (بالإنجليزية: Michael Baldwin)‏ (و. 1945  م) هو فنان، ومحرر، وكاتب، ورسام، ومصمم مطبوعات بريطاني، هو عضوٌ في الفن واللغة.